# Ray Conniff
Joseph Raymond "Ray" Conniff, (Attleboro, Massachusetts, 6 de novembre, 1916 - Escondido, Califòrnia, 12 d'octubre, 2002), va ser un director, compositor i trombonista nord-americà.

## Biografia
Ray Coniff era fill de John Lawrence, trombonista, i de Maude (Angela) Connigg, pianista. Divorciat d'Emily Jo Ann Imhof (un fill i una filla), després d'Ann Marie Engberg (un nen acollit temporalment), es va casar amb Vera Schmidheiny (una filla) el 1968.
Se li deuen innombrables arranjaments de melodies de varietats clàssiques, contemporànies i internacionals interpretats per la seva orquestra i cor. Aquest últim sovint duplica la melodia quan les paraules estan absents. En aquest cas, el cor s'expressa meditant. Aquesta estructura és el que fa que la música de Ray Conniff sigui única.